# Rafael Czichos
Rafael Czichos (ur. 14 maja 1990 w Dżuddzie) – niemiecki piłkarz występujący na pozycji obrońcy w amerykańskim klubie Chicago Fire. Wychowanek FC Verden 04, w trakcie swojej kariery grał także w takich zespołach, jak TSV Ottersberg, VfL Wolfsburg II, Rot-Weiß Erfurt, Holstein Kiel oraz [[[1. FC Köln]].